# سال چهار امپراتور

امپراتوری روم در آن سال‌ها

سال چهار فرمانروا (انگلیسی: Year of the Four Emperors) نامی برای سال ۶۹ میلادی است که در آن سال چهار فرمانروا در امپراتوری روم به قدرت رسیدند.
در آوریل سال ۶۸، گالبا و گایوس ژولیوس ویندکس در برابر نرون شورش کردند. در ژوئن همان سال نرون خودکشی کرد و گالبا فرمانروای روم شد. در ۱۵ ژانویه ۶۹ گالبا توسط گارد پرتورین کشته شد و اتو به فرمانروایی رسید. در ۱۴ آوریل همان سال ویتلیوس که فرماندار یکی از استان‌ها بود، اتو را شکست داد و دو روز بعد و با خودکشی اتو، فرمانروای روم شد. در ۱ ژوئیه همان سال وسپاسیان که از فرماندهان ارتش روم بود از طرف لژیونرهای مصر به عنوان فرمانروا شناخته شد.حدود یک ماه بعد لژیون‌های دانوب نیز حمایت خود را از وسپاسیان اعلام کردند. در نهایت وسپاسیان با شکست فرمانروای پیشین توانست در ۲۱ دسامبر فرمانروا شود.